# Teologia dogmatyczna

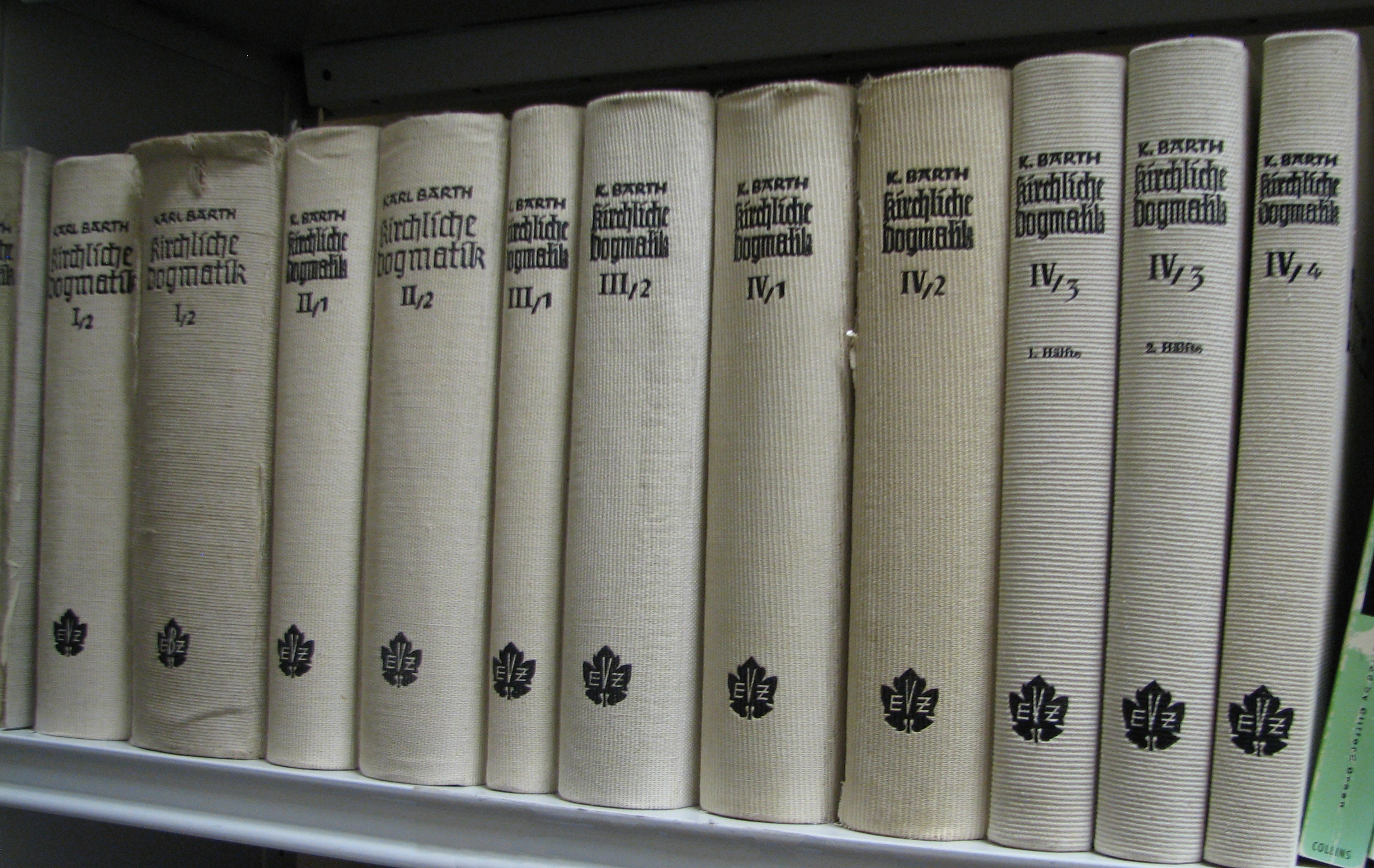
Tomy książek Teologii Dogmatycznej autorstwa Karla Bartha.

Teologia dogmatyczna, dogmatyka – główna gałąź teologii chrześcijańskiej, badająca rozumowo wszystkie główne zagadnienia doktryny.
Należą do niej angelologia, antropologia, charytologia, chrystologia, soteriologia, demonologia, eklezjologia, eschatologia, hamartiologia, historia dogmatów, historia zbawienia, józefologia, kairologia, mariologia, pneumatologia, patrylogia, protologia, sakramentologia i trynitologia.

## Etymologia
Greckie słowo dógma (dop. dógmatos) oznacza „postanowienie władzy zwierzchniej miasta-państwa; teza obowiązująca wszystkich adeptów danej szkoły filozoficznej”. Pochodzi ono od dokeín: „wydawać się (dobrym), mniemać, wierzyć”. Termin dogmatyka wprowadził w XVII w. Georg Calixt, teolog luterański.
Dogmat jest zasadą teologiczną objętą kanonem wiary i podaną przez Kościół do wierzenia jako niewzruszona prawda, niepodlegająca krytyce ani dyskusji. Teologia dogmatyczna wyznaje zasadę, że poza dogmatem istnieje tylko herezja, więc nawet w przypadku ekumenizmu nie jest możliwe, aby Kościół katolicki zrezygnował z jakiegokolwiek dogmatu.

## Dogmatyka po soborze watykańskim II
Na soborze watykańskim II do zakresu dogmatyki zaliczono:
- tematykę biblijną łączącą się z historią zbawienia,
- interpretacje objawienia zawarte w dziełach patrystyki wschodniej i zachodniej,
- także spekulatywne wyjaśnianie tajemnicy zbawienia na wzór św. Tomasza z Akwinu w powiązaniu z liturgią i całością życia Kościoła,
- dzieje dogmatów i sposobów ich teologicznego objaśniania na tle historii Kościoła.

Wydobywszy z objawienia określone prawdy, dogmatyka uwypukla w nich elementy istotne, powtarzające się po wielekroć i ustala ich jednolite sformułowanie. Posługuje się klasyczną metodą scholastyczną, oraz tzw. metodą pozytywną, gdy uwzględnia w pierwszym rzędzie treści biblijne i patrystyczne; sięga też do polemiki, a obecnie nierzadko prezentuje nastawienie ekumeniczne.
Współczesną dogmatykę charakteryzuje:
- zwrot od abstrakcyjnej optyki esencjalnej ku ujęciom egzystencjalno-antropologicznym, dokonujący się pod wpływem tzw. nowej teologii (Karl Rahner, Henri de Lubac, Jean Daniélou, Yves Congar, Romano Guardini, Hans Urs von Balthasar, Marie-Dominique Chenu);
- dążenie do syntetyzowania ujęć zgodnie z ideą chrystocentryzmu (obok Rahnera Alfons Nossol, Lucjan Balter i Martin Schmaus).